# Leslie Benzies
Leslie Benzies, född 18 januari 1971 i Aberdeen i Skottland, är en skotsk spelproducent som tidigare arbetat som producent och VD på Rockstar North. Han är mest känd som producent för Grand Theft Auto-serien.

## Historia
Benzies föddes i Aberdeen men växte upp i Dufftown. Hans föräldrar tog honom till dataklasser så han kunde lära sig att programmera. Vid 11 års ålder började han spela tv-spel som en mental flykt från sina nyligen skilda föräldrar, och när han var 12 bestämde han sig att utveckla spel. Han tillbringade ungefär två år med att modifiera existerande spel för att sedan skicka dem till speldesignern och grundaren av DMA Design Dave Jones. Jones gav Benzies testjobb lite då och då för att sedan ge honom ett heltidsjobb på DMA. Benzies slog igenom som producent för sitt första spel Grand Theft Auto 3.

## Utvecklade spel

### Producent
- Grand Theft Auto III  (2001)
- Grand Theft Auto: Vice City  (2002)
- Grand Theft Auto: San Andreas  (2004)
- Grand Theft Auto: Liberty City Stories  (2005)
- Grand Theft Auto: Vice City Stories  (2006)
- Grand Theft Auto IV (2008)
- Grand Theft Auto: The Lost and Damned  (2009)
- Grand Theft Auto: The Ballad of Gay Tony  (2009)
- Red Dead Redemption  (2010)
- L.A. Noire  (2011)
- Max Payne 3  (2012)
- Grand Theft Auto V (2013)

### Development Director
- Grand Theft Auto: Vice City  (2002)